# Anthony Jean
 (septembre 2021).
Si vous disposez d'ouvrages ou d'articles de référence ou si vous connaissez des sites web de qualité traitant du thème abordé ici, merci de compléter l'article en donnant les références utiles à sa vérifiabilité et en les liant à la section « Notes et références ».
Pour les articles homonymes, voir Jean.
Anthony Jean, né le 5 octobre 1982 à Puyricard, est un dessinateur de bande dessinée français.

## Œuvre

### Bande dessinée
- Participation au Grimoire du petit peuple t. 3 : Les Tavernes (dessin), avec  Pierre Dubois (scénario), Delcourt, collection « Terres de Légendes », 2005  (ISBN 2-84789-643-0).
- La Licorne (dessin et couleurs), avec Mathieu Gabella (scénario), Delcourt, coll. « Machination » :

1. Le Dernier Temple d'Asclépios, 2006  (ISBN 2-7560-0415-4).
2. Ad Naturam, 2008  (ISBN 978-2-7560-0599-7).
3. Les Eaux noires de Venise, 2009  (ISBN 978-2-7560-1270-4).
4. Le Jour du Baptême, 2012  (ISBN 978-2-7560-2089-1).

- Communardes ! t. 1 : L'Aristocrate fantôme (dessin et couleurs), avec Wilfrid Lupano (scénario), Vents d'Ouest, 2015  (ISBN 978-2-7493-0753-4).
- Conan le Cimmérien t. 3 : Au-delà de la rivière noire (en) (dessin et couleurs), avec Mathieu Gabella (scénario d'après Robert E. Howard), Glénat, 2018  (ISBN 978-2-344-01258-1).
- Passagers, tome 3, Glenat, (01/09/2022) 64p.  (ISBN 9782344034187).

### Illustration
- Mathieu Gabella, Le Grimoire de La Licorne, BD Must, 2010.
- Homère, L'Odyssée d'Homère (avec Yann Tisseron), Glénat, coll. « Labyrinthe », 2014  (ISBN 978-2-7234-9877-7).